# Polittico di Badia

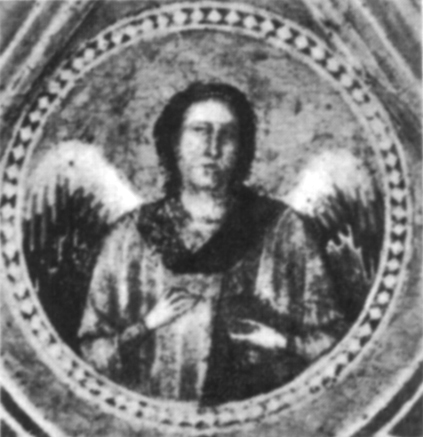
Angelo, dalle cuspidi del Polittico di Badia

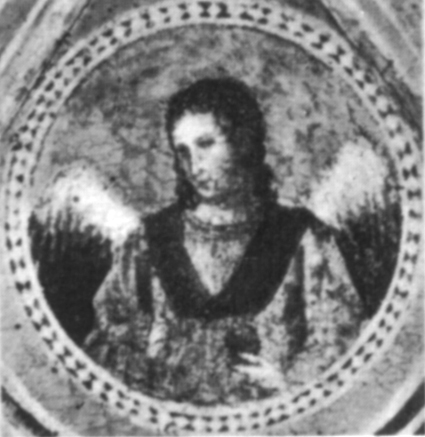
Angelo, dalle cuspidi del Polittico di Badia

Il Polittico di Badia è un dipinto a tempera su tavola (142x337 cm) di Giotto, databile al 1300 circa e conservato agli Uffizi di Firenze.

## Storia
Fonti attendibili quali Commentari di Lorenzo Ghiberti e Le Vite di Vasari concordano nel riferire la presenza di un polittico di Giotto sull'altare maggiore della Badia Fiorentina, dove l'artista aveva anche affrescato la cappella Maggiore e la parete sopra il portale originario. Dell'opera, spostata nel monastero nel 1568, si persero le tracce e Gaetano Milanesi, nel noto commento all'opera vasariana (1878), la ritenne perduta. Solo nel XX secolo Ugo Procacci rinvenne il polittico nel museo di Santa Croce, grazie a un cartellino apporto sul retro che riportava "Badia di Firenze", apposto all'epoca delle soppressioni napoleoniche (1810), quando l'opera venne verosimilmente radunata con altre in un deposito nel convento di San Marco e poi finì in un momento imprecisato nella basilica fiorentina. In quell'occasione vennero sciolti i dubbi circa l'attribuzione dell'opera, che aveva subito molteplici ipotesi attributive. Già Thode (1885) aveva infatti fatto il nome di Giotto, confermato poi da Ugo Procacci nel 1962.
Restano tuttavia aperte le questioni relative all'autografia della pala e delle sue parti. Ugo Procacci assegnò infatti i tondi nelle cuspidi alla bottega, mentre Silvia Meloni Trkulja ipotizzò che i santi Nicola e Giovanni evangelista fossero pertinenti al Maestro della Santa Cecilia. Anche sulla datazione la critica non è concorde: riferita da quasi tutti gli studiosi ai primi anni del Trecento, alcuni hanno ipotizzato una datazione più tarda, dopo la Cappella degli Scrovegni. Oggi si lega soprattutto a una fase vicina agli affreschi di Assisi, in particolare sono state registrate stringenti affinità con le decorazioni della Cappella di San Nicola nella Basilica inferiore.
Nel 1451-1453 la tavola era stata attualizzata aggiungendo degli scomparti che dessero una forma rettangolare, con quattro cherubini eseguiti da Jacopo d'Antonio, rimossi nel restauro del 1958 e oggi conservati nei depositi.
La pala non si è conservata in condizioni ottimali. Venne restaurata una prima volta nel 1958 e si salvò fortunosamente dall'alluvione di Firenze. Nel 2000 ha subito un nuovo restauro.

## Descrizione
È composto da cinque scomparti sagomati con cuspide triangolare e raffigura i busti della Madonna col Bambino (scomparto centrale) e, da sinistra, i santi Nicola di Bari, Giovanni evangelista, Pietro e Benedetto, identificabili sia per gli attributi iconografici che per il nome in basso.
Le cuspidi contengono tondi con busti di angeli e, in quella centrale, un Cristo benedicente. Come tipologia il polittico ebbe una vasta influenza nella pittura fiorentina del Trecento, venendo ripreso dal Maestro della Santa Cecilia, da Lippo di Benivieni, da Taddeo Gaddi, da Bernardo Daddi, ecc.

## Stile
La ferma e solenne monumentalità delle figure, un po' più debole nei santi di sinistra, è sottolineata da un potente chiaroscuro, soprattutto nei panneggi, che ben si adatta alla fase precedente il viaggio padovano. Il disegno è elegante e curato.
Le figure hanno sguardi intensi e sono collocate saldamente nello spazio, con alcuni dettagli di notevole effetto, come la ricca veste e il pastorale dorato di san Nicola, il gesto affettuoso del Bambino che afferra con la mano la scollatura di Maria (umana come non mai prima) o il drappo della stola di san Pietro che girando attorno al corpo ne esalta la volumetria. A differenza dello stile sciolto e accattivante delle Storie di san Francesco, i santi del polittico appaiono seri e gravi, in quanto figure di antica venerazione.
Il pittore si sforzò di rendere la consistenza corporea e spaziale delle figure, facendole scartare leggermente (in modo da sottolineare la profondità spaziale) e arricchendole di dettagli preziosi, secondo uno stile che si riscontra anche in opere come il Crocifisso di Rimini o le Stigmate di San Francesco del Louvre. In ogni caso il polittico dovrebbe essere anteriore al viaggio a Padova per dipingere la Cappella degli Scrovegni: per questo la pala viene di solito datata al 1300 circa. L'ispirazione dei volumi compatti inoltre potrebbe essere giunta dalle opere di Arnolfo di Cambio che Giotto avrebbe avuto modo di vedere durante le celebrazioni del primo anno santo a Roma, nel 1300.